# Oversygeplejerske
En oversygeplejerske er en sygeplejerske ansat i en ledende stilling. Typisk vil en oversygeplejerske være direkte leder for en eller flere afdelingssygeplejersker, samt overordnet leder for disses ansatte sygeplejersker. Stillingen er overvejende af administrativ karakter. Der findes oversygeplejersker mange steder i sundhedsvæsenet, primært på hospitaler, men også mange steder i den primære sektor, på plejehjem og i hjemmeplejen.

## Historisk
I starten af 1900-tallet brugte hospitalerne plejemødre i stillinger, der omtrent modsvarer nutidens oversygeplejersker. De havde ledelsen af en eller flere afdelingers plejepersonale, og besad stort ansvar for driften, selv om den formelle magt var begrænset. Til forskel fra nutidens oversygeplejersker, der næsten udelukkende er administrative i deres daglige arbejde, havde plejemoderen en større kontakt med det daglige arbejde, og kunne således håndhæve disciplin blandt personalet, samt stå for oplæring af samme.

## Internationalt

### Storbritannien
I Storbritannien samt mange af de tidligere kolonier anvendes betegnelsen matron stadig i et vist omfang, om end stillingsbetegnelsen er ved at vige pladsen for Clinical Nurse Manager. I det hele taget regnes administrative sygeplejersker ikke som en del af plejestaben, men snarere som en del af the management, ledelsesstaben, og betegnes derfor også almindeligvis som nurse managers.
Ordet matron stammer fra latin, via fransk, og betyder moder. Historisk set var matron hospitalets mest erfarne sygeplejerske, og havde ansvaret for alle sygeplejersker og plejestaben, samt for hospitalets effektive, daglige drift, selv om hun reelt ikke besad formel magt i hospitalets hierarki.
I nyere tid er betegnelsen begyndt at vende tilbage til almindelig brug, dog nu som modern matron. Dette sker primært som reaktion på klager over beskidte og ineffektive hospitaler. Modern matrons har mindre ansvar end tidligere, idet de kun holder opsyn med enkelte afdelinger (eller endog blot én enkelt afdeling), men de har dog visse administrative og budgetære beføjelser i forhold til afdelingens drift. Til gengæld er deres tid med direkte sygepleje meget begrænset.